# 田野畑村立田野畑小学校
田野畑立田野畑小学校（たのはたそんりつ たのはたしょうがっこう）は、岩手県下閉伊郡田野畑村田野畑にある公立小学校。通称は田小（たしょう）。
前身の旧・田野畑小学校についても記載する。

## 概要
田野畑村の中心部に位置する。村唯一の小学校で、2010年に村内6小学校を統合して開校した。
校歌は3番からなる。最後には校名が登場する。

## 沿革
旧・田野畑小学校
前身となる旧・田野畑小学校は、1872年に発せられた学制によって開校することとなる。4年後の1876年6月、「田野畑学校」として菅窪の畠山家（田野畑村98番地）を借用して開校した。翌7月には村内と、隣接する浜岩泉村の各集落に6つの分校を開設した。いずれも民家を借用する形をとった。
- 一番分校（田野畑村字七滝123番地、熊谷家）
- 二番分校（浜岩泉村字猿山30番地、熊谷家）
- 三番分校（浜岩泉村字大芦8番地、和山家）
- 四番分校（浜岩泉村字嶋の越111番地、箱石家）
- 五番分校（田野畑村字羅賀70番地、大澤家）
- 六番分校（田野畑村字机38番地、立花家）

開設当初は番号を名称としていたが、のちに地名を冠するようになった。
1879年12月、浜岩泉村の3校（猿山分校、浜岩泉分校、島ノ越分校）を当学区より分離させ、単独校とするよう分裂願を出した。その後順次独立し、1880年には「公立田野畑小学校」と校名を改めた。さらに1886年には小学校令が改正され、「田野畑簡易小学校」となった。
新制・田野畑小学校
人口減少による児童数の減少と施設老朽化により、村内6小学校を統合して開校した。

### 年表
- 1876年（明治9年）
  - 6月1日 - 田野畑学校として、菅窪の民家を借用のうえ開校[4][7]。
  - 7月 - 村内と浜岩泉村に6つの分校を開設[4]。
- 1880年（明治13年） - 「公立田野畑小学校」に改称[7]。
- 1886年（明治19年） - 小学校令改正により、「田野畑簡易小学校」に改称[7][8]。
- 1890年（明治23年） - 机分教場を開設[7]。
- 1892年（明治25年） - 小学校令改正により、「田野畑尋常小学校」に改称。羅賀と七滝の簡易小学校を分教場に移行[9]。
- 1896年（明治29年）6月15日 - 明治三陸津波により羅賀分教場の校舎が流失[10]。
- 1893年（明治31年）3月 - 羅賀分教場の校舎を再建[10]。
- 1911年（明治44年）10月17日 - 大洪水により校舎が流失。民家を仮校舎に充てる[11]。
- 1914年（大正3年） - 田野畑133番1号に校舎を落成し、移転[7]。
- 1917年（大正6年）4月 - 羅賀分教場が羅賀尋常小学校として独立。あわせて机分教場も移管[12]。
- 1927年（昭和2年） - 田野畑133番地に新校舎を落成し、移転[7]。
- 1928年（昭和3年）6月 - 高等科を開設し、「田野畑尋常高等小学校」に改称[13][7]。
- 1929年（昭和4年） - 七滝分校を新築移転[7]。
- 1935年（昭和10年）11月 - 田野畑青年学校を併設[14][15]。
- 1941年（昭和16年）4月1日 - 国民学校令により、「田野畑国民学校」に改称[7][16]。
- 1947年（昭和22年）4月1日 - 学制改革により、「田野畑村立田野畑小学校」に改称[7][17]。田野畑中学校を併設（1953年まで）[18]。
- 1961年（昭和36年） - 田野畑136番地（現在地）に校舎新築移転。校歌を制定[7]。
- 1965年（昭和40年）4月 - 文部省より道徳教育研究指定校に指定される[19]。
- 1967年（昭和42年）3月 - 屋内運動場を落成[20]。
- 1976年（昭和51年） - 創立100周年記念式典を挙行。校章を制定[7]。
- 1988年（昭和63年） - スクールバンドを結成。七滝分校を廃止[7]。
- 1997年（平成9年） - 新校舎を落成[7]。
- 2002年（平成14年） - 学校週5日制を実施[21]。
- 2006年（平成18年） - 創立130周年記念式典を挙行[7]。
- 2010年（平成22年）
  - 3月21日 - 閉校式および記念碑除幕式を挙行[7]。
  - 3月31日 - 閉校[22]。
  - 4月1日 - 田野畑・島越・机・沼袋・浜今泉・羅賀の6校を統合し、新制の田野畑小学校として開校[22][2]。
  - 4月6日 - 開校式を挙行[1]。
- 2016年（平成28年） - ICT教育環境整備を開始[21]。
- 2020年（令和2年）3月 - 教室などにエアコンを設置[21]。

## 施設概要
主な施設。
- 校舎
- 体育館
- 校庭
- たのはた放課後児童クラブ

## 通学区域
- 田野畑村全域[23]

## 進学先中学校
- 田野畑村立田野畑中学校[23]

## アクセス

### バス
- 田野畑村コミュニティバス「タノくんバス」で、「田野畑小」停留所下車。

### 自動車
- 三陸沿岸道路田野畑中央ICから約2分。
- 道の駅たのはたから国道45号経由で約5分。

## 周辺
- 国道45号
- 田野畑村役場
- 田野畑村民族資料館
- 国民健康保険田野畑診療所